# فرودگاه صحرایی گارد هوایی فوربز
فرودگاه صحرایی گارد هوایی فوربز (به انگلیسی: Forbes Field Air National Guard Base) یک فرودگاه Air National Guard Base است . این فرودگاه در شهر توپیکا کشور ایالات متحده آمریکا قرار دارد .